# Roberto García Blanes
Roberto García Blanes (Rubí, 19 de abril de 1940-Alicante, 3 de febrero de 2015) fue un político español, militante del Partido Socialista Obrero Español (PSOE).

## Biografía
En 1945, su familia decide trasladarse a la ciudad alicantina de Elda, donde fijaría su residencia. Con los años, ocupó el puesto de alcalde de la misma, tras presentarse en la lista del PSOE en las primeras elecciones municipales tras la aprobación de la Constitución de 1978.
Ocupó el cargo de alcalde durante 4 legislaturas, desde 1979 hasta 1995. Fue también diputado autonómico en las Cortes Valencianas.
Falleció en Alicante el 3 de febrero de 2015, a los 74 años de edad, tras una larga enfermedad.